# Gorteens Castle
Gorteens Castle (irisch Caisleán na nGoirtíní) ist die Ruine einer Niederungsburg auf Privatgrund in der Nähe des Dorfes Slieverue im irischen County Kilkenny in der Nähe der Stadt Waterford.
Die Ruinen bestehen aus einem Torhaus, das vermutlich zu einem größeren Gebäudekomplex gehört hat. Der Name „Gorteens“ ist eine Anglisierung des irisch-gälischen „na goirtíní“ (dt.: „kleine Felder“). Archäologische Ausgrabungen in der Nähe der Burg 1993 erbrachten Hinweise darauf, dass das Gelände zwischen dem 16. und dem 18. Jahrhundert genutzt wurde; weitere Ausgrabungen förderten 2003 weitere Burgmauern und Nebengebäude zutage.

## Besitzer
Die Burg gehörte ursprünglich der Familie FitzGerald, einer anglonormannischen Dynastie im mittelalterlichen Irland. Gorteens Castle ist im Down Survey von Irland von 1656 als im Baronat Ida, Igrim und Ibercon und in der Gemeinde Rathpatricke gelegen beschrieben. John FitzGerald, ein Katholik, ist als letzter Besitzer der Burg aus der Familie des FitzGeralds verzeichnet. Während der Rückeroberung Irlands verwirkten die FitzGeralds die Burg und wurden im Dezember 1653 nach Connaught verwiesen, bevor ihnen im Jahre 1677 die Ländereien von Turlough und Carra im County Mayo zugewiesen wurden.
1670 befand sich Gorteens Castle angeblich in den Händen von Samuel Skrimsheire oder Skrimshaw, einem Protestanten. Im Jahre 1700 gehörte es Mitgliedern der Familie Forstall.